# Пассирано
Пассирано (итал. Passirano, ломб. Pasirà) — коммуна в Италии, в провинции Брешиа области Ломбардия.
Население составляет 6399 человек (на 2004 г.), плотность населения составляет 445 чел./км². Занимает площадь 13 км². Почтовый индекс — 25050. Телефонный код — 030.
Покровителем коммуны почитается святитель Зенон Веронский, празднование во второе воскресение октября.